# Viguerie
Eine Viguerie war eine mittelalterliche juristische Instanz im Süden Frankreichs. Sie stammt aus der Zeit der Karolinger und bezeichnete den Sitz des kaiserlichen Verwaltungsbeamten. Mit dem Verfall der Zentralmacht sank auch die Bedeutung der Viguerie, bis sie nur noch die unterste Gerichtsinstanz darstellte, die sich mit den laufenden Angelegenheiten befasste. Der Amtsinhaber wurde  Viguier genannt.
Die Vigueries wurden in der großen Mehrzahl 1749 durch ein königliches Edikt aufgelöst. Ausnahme war die Provence, wo sie bis zur Französischen Revolution erhalten blieben.
Andere regionale Bezeichnungen  des gleichen Amtes sind: 
- Châtellenie (Burgvogtei)
- Prévôté (Vogtei)
- Vicomté (Vizegrafschaft in der Normandie)
- Bailliage (Landvogtei im Midi) und
- Sénéchaussée.